# Siergiej Antipkin
Siergiej Antipkin (ros. Сергей Антипкин, ur. 28 marca 1986 w Moskwie) – rosyjski siatkarz, grający na pozycji rozgrywającego.
Debiut w kadrze zaliczył 12 czerwca 2013 roku w wygranym meczu Ligi Światowej z Iranem. Był zawodnikiem reprezentacji Rosji podczas Ligi Światowej 2014 (5. miejsce) i 2015 (9. miejsce).

## Sukcesy klubowe
Liga rosyjska:
- 2017
- 2009[5], 2016, 2018

Puchar Rosji:
- 2015[6], 2018

Puchar Cypru:
- 2023[7], 2024[8]

Liga cypryjska:
- 2023[9], 2024[10]
- 2025[11]

## Sukcesy reprezentacyjne
Letnia Uniwersjada:
- 2013

Igrzyska Europejskie:
- 2015